# El Punt Avui TV
El Punt Avui TV va ser un canal de televisió generalista amb seu a Girona. El canal va iniciar les emissions regulars la Diada de Sant Jordi de 2014 i va tancar el 31 de desembre de 2019. El canal estava disponible a través de la televisió digital terrestre en diferents demarcacions de Catalunya i també mitjançant Internet.

## Història
El 6 de febrer de 2014 el president d'Hermes Comunicacions, Joaquim Vidal, i el propietari de Canal Català, Nicola Pedrazzoli, signaren un acord segons la qual l'editora d'El Punt Avui arrendava les llicències de televisió de Canal Català a partir de l'1 de març de 2014.
Les emissions en proves del canal començaren el 30 de març de 2014 amb l'emissió del programa Fem via presentat per Igor Llongueres. El 23 d'abril de 2014 El Punt Avui TV va estrenar la seva publicació regular.
Al novembre de 2016 el CAC li va imposar una multa de 12.001 € per no emetre programació de proximitat. Això va provocar, a més, que la mosca de les diferents senyals de El punt Avui anessin identificats amb el nom de la zona d'emissió (com: Barcelona, Anoia, Vallès Oriental, Vallès occidental, Camp, ...) com també la emissió en desconnexió de videotext a diverses hores. Finalment, a partir de maig de 2019 es van crear cinc informatius locals per a Barcelona, Tarragona, Igualada, al Maresme i a Tortosa.
El 25 d'octubre de 2019 va cessar la producció pròpia, va anunciar el seu tancament i va acomiadar a 7 treballadors, mentre que els 4 treballadors restants varen ser acomiadats a mitjans de desembre.
La matinada del 31 de desembre de 2019 a l'1 de gener El punt avui TV va tancar emissions. En algunes demarcacions va aparèixer una carta d'ajust de "Canal 4", mentre que d'altres es va apagar el servei o va tornar als seus propietaris originals.

## Estudis
El canal tenia els estudis centrals a Girona, a la seu del diari El Punt Avui. També disposava de plató al Poblenou de Barcelona, concretament al carrer Roc Boronat, 67. Els estudis centrals havien tingut la seu a Sant Just Desvern fins a l'any 2017.

## Programes
La programació del canal va ser generalista i els continguts eren elaborats aprofitant les sinergies dels diferents mitjans de comunicació del grup Hermes, tot i que amb el suport d'altres empreses vinculades o amb les quals manté acords de col·laboració com VilaWeb, Sàpiens Publicacions, Esguard, Enderrock, El 9 Nou i Televisió de Girona. També formava part de La Xarxa
- Autèntics, programa d'entrevistes presentat per Xantal Llavina.
- Ben trobats, magazín matinal dirigit i presentat per Clara Tena.
- Connexió Parlament, espai sobre l'actualitat parlamentària.
- Converses de l'Esguard, versió televisiva de les entrevistes de portada de la revista Esguard.
- Dosos amunt!
- Enderrock TV, programa de difusió de la música en català.
- English Hour, programa d'entrevistes i tertúlia en anglès.
- Fora de lloc
- La ronda, programa dedicat a l'actualitat esportiva del Futbol Club Barcelona presentat per Albert Lesán, Mònica Palenzuela i Cristóbal Chassaigne.
- L'entrevista, programa d'entrevistes presentat per Xevi Xirgo.
- L'illa de Robinson, programa d'anàlisi de l'actualitat conduït per Igor Llongueres.
- L'informatiu.
- L'internauta, programa sobre actualitat tecnològica i Internet presentat per Vicent Partal.
- Notícies.
- Pericos online, programa dedicat a l'actualitat esportiva del RCD Espanyol presentat per Francesc Via.
- Protagonistes, programa d'entrevistes amb personalitats de diversos àmbits.
- Religions, programa divulgatiu conduït per Mireia Rourera, dedicat a les religions que es professen a Catalunya.
- Via Europa, programa setmanal que mostra la visió europea de Catalunya.
- Viure cada dia, programa presentat per Julià Peiró.

## Freqüències
Fins al 31 de desembre de 2019, aquestes eren les freqüències per on emetia: 

### Sota les llicències de Canal Català
- 48 UHF: Barcelona (Barcelonès)
- 39 UHF: Sabadell (Vallès Occidental)
- 40 UHF: Granollers (Vallès Oriental)
- 54 UHF: Tarragona (Camp de Tarragona)
- 50 UHF: Vic (Osona)
- 42 UHF: Blanes (La Selva)
- 50 UHF: Lleida (Terres de Ponent)

### Amb altres acords
Aquestes freqüències es varen afegir al 2018:
- 37 UHF: Igualada (Anoia)
- 49 UHF: Manresa (Catalunya Central)
- 30 UHF: Vilafranca del Penedès (Garraf i Penedès)
- 24 UHF: Mataró (Maresme)
- 34 UHF: Tortosa (Terres de l'Ebre)